# TV Tropes
TV Tropes (Television Tropes and Idioms) – wiki, która opisuje rozmaite motywy i konwencje oraz opisuje pod ich kątem dzieła różnych twórców.
Z początku na stronie opisywano (zgodnie z nazwą) motywy telewizyjne i filmowe, ale z czasem strona objęła także literaturę, komiks, gry komputerowe, a nawet reklamy i zabawki. Jest znana z podchodzenia do tematów w lekki i zabawny sposób – autor cyberpunkowy Bruce Sterling określił jej styl jako wry fanfic analysis („drwiąca fanfikowa analiza”).